# Giro do Pacífico Norte

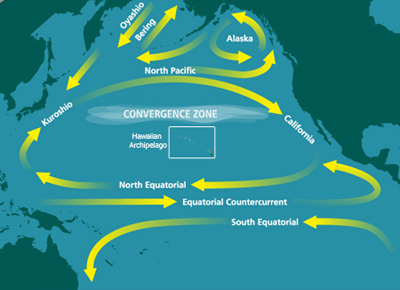
As principais correntes envolvidas no Giro Pacífico Norte

O Giro Pacífico Norte, é um dos maiores giros oceânicos, localizado no Oceano Pacífico. Este giro compreende a maior parte do norte deste oceano, sendo o maior ecossistema do nosso planeta. É localizado entre o equador e o Paralelo 50 N e ocupa uma área de aproximadamente 20 milhões de quilómetros quadrados. O giro tem um padrão circular sentido do relógio e compreende 4 correntes oceânicas: a Corrente do Pacífico Norte ao norte, a Corrente da Califórnia a leste, a Corrente Equatorial Norte ao sul, e a Corrente Kuroshio a oeste. É local de uma concentração intensa de detritos marinhos, conhecido como Grande Porção de Lixo do Pacífico